# 美坦西林
美坦西林（INN：Metampicillin）是一种青霉素类抗生素。美坦西林可由氨苄青霉素与甲醛反应制得，并在水溶液中水解生成氨苄青霉素。在酸性条件下水解迅速，例如在胃中，在中性介质中水解较慢，在人血清等溶液中则不完全水解。